# Dolmen del Roc de Jornac
El Dolmen del Roc de Jornac és un monument megalític del terme comunal d'Orbanyà, a la comarca del Conflent, de la Catalunya del Nord.
És al sud-est del terme, en el vessant nord-occidental del Roc de Jornac. És molt a prop del límit amb Conat; per això de vegades ha estat situat dins d'aquest altre terme.
És un dolmen de cambra única; el túmul del dolmen té un mur de contenció tot a la vora. Fou donat a conèixer per Jean Abelanet en la seva tesi doctoral del 1977 (publicada el 1990).